# Богуслав Стахура
Богуслав Стахура (пол. Bogusław Stachura; 20 березня 1927, Граєво — 21 серпня 2008, Варшава) — польський генерал, член ЦК ПОРП, керівник комуністичної держбезпеки, заступник міністра внутрішніх справ ПНР. Організатор придушення робітничих протестів у Радомі у червні 1976 року та репресій проти Солідарності у період воєнного стану у 1981—1983 роках.

## Партійний функціонер
У роки німецької окупації Богуслав Стахура служив за гмінної ради Моравиці. З 1945 року перебував в урядущій компартії ПРП, з 1948 року — у ПОРП. Дотримувався ортодоксально-комуністичних сталінських поглядів.
Був інструктором Келецького повітського комітету ПРП-ПОРП у другій половині 1940-х років, інструктором економічного відділу ЦК ПОРП у середині 1950-х років. У 1956—1957 роках — перший секретар Кельцького міського комітету, з 1957 до 1969 рік — секретар з економіки Кельцького воєводського комітету, з 1968 року — кандидат у члени ЦК ПОРП.

## Генерал і заступник міністра
Влітку 1969 року Богуслав Стахура перейшов на службу у МВС. 8 червня 1969 року обійняв посаду заступника міністра внутрішніх справ. Залишався на цій посаді при міністрах Світалі, Шляхциці, Очепці, Ковальчику, Мілевському, Кіщаку. У структурі міністерства займався Службою безпеки (СБ). З червня 1971 року, після усунення й арешту Ришарда Матєєвського — керівник СБ МВС ПНР. Отримав звання генерала дивізії. З лютого 1980 року Богуслав Стахура — член ЦК ПОРП.
На чолі оперативного штабу МВС Lato 76 Стахура особисто керував жорстоким придушенням робочих виступів у Радомі у червні 1976 року. З його санкції карателі ЗОМО застосували метод ścieżka zdrowia («шлях здоров'я») — побиття затриманих палицями у два міліцейські ряди (типу прогону крізь стрій). Ці дії, за деякими даними, викликали обурення Едварда Герека, проте Стахура не зазнав навіть символічного покарання.
7 травня 1977 року у Кракові загинув студент Ягеллонського університету Станіслав Пияс, який брав участь в акціях солідарності з робітниками. Офіційно його смерть була пояснена «падінням зі сходів». Низка ознак свідчила про вбивство, у якому громадськість підозрювала СБ та покладала відповідальність, зокрема, на Стахуру.

## У конфронтації з «Солідарністю»
У 1980—1981 роках генерал Стахура виступав за максимально жорстке придушення Солідарності. Ще у середині серпня 1980 року — перед основною хвилею страйків — він очолив оперативний штаб МВС Lato 80 (заступниками Стахури були генерали бригади Владислав Цястонь від СБ та Юзеф Бейм від громадянської міліції).
Як заступник міністра внутрішніх справ Стахура очолював оперативну систему Скоро буду! щодо протидії опозиції. Безпосередньо очолював СБ ПНР до кінця 1981 року, коли отримав підвищення на посаді до першого заступника міністра. На цій посаді продовжував опікуватись СБ.
У березні 1981 генерал Стахура опікувався від керівництва МВС Бидгощскую провокацію, яка обернулася найгострішою політичною кризою. Під керівництвом Стахури формувалися спецгрупи МВС, готувалися плани превентивних арештів й інтернувань, планувалося створення озброєних груп партактиву на допомогу каральним органам (у самому МВС задуми Стахури характеризувалися як noc długich noży — «ніч довгих ножів»). Ці проєкти значною мірою реалізували після введення воєнного стану 13 грудня 1981 року.
23 грудня 1981 року Стахура очолив оперативно-координаційний центр МВС, до завдань якого входило, зокрема, створення "контрольованої «Солідарності», підпорядкованої владі (певною мірою «польська зубатовщина»). Цей проєкт доручили в СБ генералу бригади Юзефу Сасину, проте реалізувати його не вдалося.

## Відставка, звинувачення, смерть
«Бетонна» позиція Стахури входила у суперечність з курсом генерала Ярузельського, у якому важливе місце займало політичне маневрування. 18 лютого 1983 року Стахуру зняли з посади в МВС та перевели на дипломатичну службу. Був послом ПНР у СРР за близького йому за духом режиму Чаушеску. З 1988 року — у відставці.
У 1999 році Інститут національної пам'яті висунув проти Стахури звинувачення у перешкоджанні правосуддю під час розслідування вбивства Пияса. Проте процес не довели до кінця за станом здоров'я обвинуваченого.
Помер Богуслав Стахура у віці 81 року. Похований на цвинтарі Військові Повонзки.